# La via Lattea (saggio)
La via Lattea è un saggio pubblicato nel 2008 che vede come protagonisti il matematico Piergiorgio Odifreddi e il giornalista Sergio Valzania, oltre a contenere interventi dello storico Franco Cardini. Consiste in un confronto di opinioni fra un ateo e un credente che, partendo dalla religione, approda a vari argomenti, fra cui etica, filosofia, storia e arte nel mentre percorrono il Cammino di Santiago di Compostela.

## Edizioni
- La via Lattea, collana Il Cammeo, Longanesi, 2008, ISBN 978-8830426177.